# Guram Guduschauri
Guram Guduschauri (georgisch გურამ გედეხაური Guram Gedechauri; * 24. Oktober 1963 in Sartitschala, Niederkartlien) ist ein sowjetischer Ringer georgischer Herkunft. Er war Weltmeister im griech.-röm. Stil 1987 im Schwergewicht.

## Werdegang
Guram Guduschauri wuchs in Tiflis auf und begann dort als Jugendlicher 1977 mit dem Ringen. Er wurde Mitglied von „Uroshai“ Tiflis und entwickelte sich zu einem hervorragenden Ringer im griechisch-römischen Stil. Im Juniorenalter konnte er sich noch nicht so in Szene setzen, dass er in der damaligen Sowjetunion bei internationalen Meisterschaften eingesetzt worden wäre.
1984 hatte er jedoch die sowjetische Spitzenklasse im Schwergewicht (damals bis 100 kg Körpergewicht) erreicht. Er konnte sich aber gegen die etablierten Ringer Nikolai Balboschin, Waleri Dolgich und Igor Kanygin noch nicht durchsetzen. Er wurde aber schon bei internationalen Turnieren eingesetzt, um internationale Erfahrung zu gewinnen. 1985 war er deshalb beim Großen Preis der Bundesrepublik Deutschland in Aschaffenburg am Start und gewann im Schwergewicht vor Leri Chabelowi, der bei diesem Turnier als eigentlicher Freistilringer im griech.-röm. Stil antrat und dem Rumänen Savin.
1987 erhielt er dann ganz überraschend einen Einsatz bei der Weltmeisterschaft in Clermont-Ferrand. Er konnte dort voll überzeugen und wurde vor dem US-Amerikaner Dennis Koslowski und dem Rumänen Vasile Andrei auf Anhieb Weltmeister im Schwergewicht.
1988 gewann er erneut den Großen Preis der BRD in Aschaffenburg vor Vasile Andrei, Gerhard Himmel aus der BRD und Andrzej Wroński aus Polen. Er wurde dann auch von der Sowjetunion zu den Olympischen Spielen in Seoul entsandt. Dort spielte er im Schwergewicht keine Rolle, schied frühzeitig aus und musste sich mit dem 7. Platz begnügen. Olympiasieger wurde Andrzej Wronski vor Gerhard Himmel.
Nach diesen Spielen erhielt er, der bis 1991 in der Sowjetunion, danach in der GUS in Anatol Fedarenka, Sergei Golubowitsch, Nikolai Inkow und Sjarhej Dsjamjaschkewitsch immens schwere Konkurrenten hatte, keine Einsätze bei internationalen Meisterschaften mehr. Ab 1993 startete er für sein Heimatland Georgien, nahm aber nur noch 1995 an der Europameisterschaft in Besançon teil. Er belegte dort im Schwergewicht den 5. Platz. Mit Mikael Ljungberg aus Schweden, Heorhij Soldadse aus der Ukraine und Sjarhej Lischtwan aus Belarus beherrschten inzwischen neue Leute diese Gewichtsklasse.

## Internationale Erfolge
(OS = Olympische Spiele, WM = Weltmeisterschaft, EM = Europameisterschaft, GR = griech.-röm. Stil, S = Schwergewicht, damals bis 100 kg Körpergewicht)
- 1983, 1. Platz, TUL-Turnier in Oulu, GR, S, vor Vasile Andrei, Rumänien u. Keijo Manni, Finnland;
- 1985, 2. Platz, Turnier in Västerås, GR, S, hinter Thomas Horschel, DDR u. vor Fritz Gerdsmeier, BRD;
- 1985, 1. Platz, TUL-Turnier in Helsinki, GR, S, vor Bogdan Dablionski, Ungarn, Keji Manni u. Perwy Kirew, Bulgarien;
- 1985, 1. Platz, Großer Preis der BRD in Aschaffenburg, GR, S, vor Leri Chabelowi, UdSSR, Ivan Savin, Rumänien, Miroslav Hulboj, Fritz Gerdsmeier u. Klaus Schneegans, alle BRD;
- 1987, 1. Platz, WM in Clermont-Ferrand, GR, S, vor Dennis Koslowski, USA, Vasile Andrei, Rumänien, Jörg Kotte, DDR, Josef Tertelj, Jugoslawien u. Ilija Georgiew, Bulgarien;
- 1987, 7. Platz, FILA Grand Prix in Budapest, GR, S, Sieger: Vasile Andrei vor Ilija Georgiew u. Dennis Koslowski;
- 1987, 1. Platz, World Cup in Albany/USA, GR, S, vor Dennis Koslowski, Héctor Milián, Kuba u. Klaus Mysen, Norwegen;
- 1988, 1. Platz, Großer Preis der BRD in Aschaffenburg, GR, S, vor Vasile Andrei, Gerhard Himmel, BRD, Andrzej Wroński, Polen u. Tibor Kovács, Ungarn;
- 1988, 7. Platz, OS in Seoul, GR, S, Sieger: Andrzej Wronski vor Gerhard Himmel u. Dennis Koslowski;
- 1995, 5. Platz, EM in Besançon, GR, S, hinter Mikael Ljungberg, Schweden, Heorhij Soldadse, Ukraine, Sjarhej Lischtwan, Belarus u. Taimuras Edischeraschwili, Russland u. vor Csaba Rajos, Ungarn